# Rusia en los Juegos Olímpicos de la Juventud 2018
Rusia compitió en los Juegos Olímpicos de la Juventud 2018 en Buenos Aires, Argentina, celebrados entre el 6 y el 18 de octubre de 2018. Su delegación estuvo conformada por 89 atletas en 24 disciplinas y obtuvo 29 medallas doradas, 18 plateadas y 12 de bronce, convirtiéndose en la delegación campeona de las justas.

## Deportes

### Atletismo
| Atleta             | Evento       | Stage 1  | Stage 1  |
| Atleta             | Evento       | Distance | Posición |
| ------------------ | ------------ | -------- | -------- |
| Violetta Ignatyeva | Discus Throw | 53'47    | 2        |

## Medallero
| Medalla       | Oro | Plata | Bronce | Total |
| ------------- | --- | ----- | ------ | ----- |
| Total oficial | 29  | 18    | 12     | 59    |

| Medalla           | Nombre | Deporte           | Evento                         | Fecha         |
| ----------------- | --- | ----------------- | ------------------------------ | ------------- |
| Medalla de oro    | Grigorii Shamakov | Tiro deportivo    | 10 m rifle masculino           | 7 de octubre  |
| Medalla de oro    | Ilia Beskrovnyy Varvara Ovchinnikova | Ciclismo          | BMX femenino                   | 7 de octubre  |
| Medalla de oro    | Polina Egorova Vladislav Gerasimenko Elizaveta Klevanovich Kliment Kolesnikov Anastasia Makarova Daniil Markov Andrey Minakov Daria Vaskina | Natación          | Mixto 4 × 100 m                | 7 de octubre  |
| Medalla de oro    | Polina Shcherbakova | Taekwondo         | 44 kg femenino                 | 7 de octubre  |
| Medalla de oro    | Dmitrii Shishko | Taekwondo         | 48 kg masculino                | 7 de octubre  |
| Medalla de oro    | Irena Khubulova | Judo              | 52 kg femenino                 | 8 de octubre  |
| Medalla de oro    | Sergey Chernyshyov | Baile deportivo   | Masculino                      | 8 de octubre  |
| Medalla de oro    | Kliment Kolesnikov | Natación          | 100 m revés masculino          | 8 de octubre  |
| Medalla de oro    | Daria Vaskina | Natación          | 100 m revés femenino           | 8 de octubre  |
| Medalla de oro    | Elizaveta Ryadninskaya | Taekwondo         | 49 kg femenino                 | 8 de octubre  |
| Medalla de oro    | Georgii Popov | Taekwondo         | 55 kg masculino                | 8 de octubre  |
| Medalla de oro    | Andrei Minakov | Natación          | 100 m mariposa masculino       | 9 de octubre  |
| Medalla de oro    | Vladislav Gerasimenko Kliment Kolesnikov Daniil Markov Andrey Minakov                                                                       | Natación          | 4 × 100 m masculino            | 9 de octubre  |
| Medalla de oro    | Kliment Kolesnikov | Natación          | 50 m revés masculino           | 10 de octubre |
| Medalla de oro    | Anastasia Makarova | Natación          | 100 m revés femenino           | 10 de octubre |
| Medalla de oro    | Vladislav Gerasimenko Kliment Kolesnikov Daniil Markov Andrey Minakov                                                                       | Natación          | 4 × 100 m masculino            | 10 de octubre |
| Medalla de oro    | Daria Trubnikova | Gimnasia          | Equipo multidisciplinario      | 10 de octubre |
| Medalla de oro    | Andrei Minakov | Natación          | 50 m mariposa masculino        | 11 de octubre |
| Medalla de oro    | Polina Egorova Elizaveta Klevanovich Anastasia Makarova Daria Vaskina                                                                       | Natación          | 4 × 100 m femenino             | 11 de octubre |
| Medalla de oro    | Kliment Kolesnikov | Natación          | 200 m revés masculino          | 12 de octubre |
| Medalla de oro    | Polina Egorova | Natación          | 100 m mariposa femenino        | 12 de octubre |
| Medalla de oro    | Andrei Minakov | Natación          | 100 m libre masculino          | 12 de octubre |
| Medalla de oro    | Ksenia Klimenko | Gimnasia          | Barras asimétricas femenino    | 13 de octubre |
| Medalla de oro    | Akhmedkhan Tembotov | Lucha             | 80 kg masculino                | 14 de octubre |
| Medalla de oro    | Sergei Kozyrev | Lucha             | 110 kg masculino               | 14 de octubre |
| Medalla de plata  | Abrek Naguchev | Judo              | 66 kg masculino                | 7 de octubre  |
| Medalla de plata  | Iana Enina | Tiro deportivo    | 10 m pistola femenino          | 9 de octubre  |
| Medalla de plata  | Daniil Markov | Natación          | 50 m libre                     | 10 de octubre |
| Medalla de plata  | Ksenia Klimenko | Gimnasia          | Equipo multidisciplinario      | 10 de octubre |
| Medalla de plata  | Anastasiia Dereviagina | Tiro deportivo    | 10 m rifle mixto               | 11 de octubre |
| Medalla de plata  | Daniil Markov | Natación          | 50 m mariposa masculino        | 11 de octubre |
| Medalla de plata  | Daria Vaskina | Natación          | 50 m revés femenino            | 11 de octubre |
| Medalla de plata  | Sergey Naydin | Gimnasia          | Artística individual masculino | 11 de octubre |
| Medalla de plata  | Stepan Starodubtsev | Lucha             | 71 kg grecorromana masculino   | 12 de octubre |
| Medalla de plata  | Polina Egorova Vladislav Gerasimenko Elizaveta Klevanovich Kliment Kolesnikov Anastasia Makarova Daniil Markov Andrey Minakov               | Natación          | Mixto 4 × 100 m                | 12 de octubre |
| Medalla de plata  | Sergey Naydin | Gimnasia          | Individual masculino           | 13 de octubre |
| Medalla de plata  | Violetta Ignatyeva | Atletismo         | Lanzamiento de disco femenino  | 14 de octubre |
| Medalla de plata  | Egor Gromadskii | Pentatlón moderno | Individual masculino           | 14 de octubre |
| Medalla de plata  | Nikita Remizov | Baloncesto        | Individual femenino            | 15 de octubre |
| Medalla de plata  | Mariya Kochanova | Atletismo         | Salto de altura femenino       | 15 de octubre |
| Medalla de plata  | Ksenia Klimenko | Gimnasia          | Barra de equilibrio femenino   | 15 de octubre |
| Medalla de plata  | Uliana Kliueva | Clavados          | 3 m femenino                   | 15 de octubre |
| Medalla de bronce | Polina Egorova Elizaveta Klevanovich Anastasia Makarova Daria Vaskina                                                                       | Natación          | 4 × 100 m femenino             | 8 de octubre  |
| Medalla de bronce | Abrek Naguchev | Judo              | Equipo mixto                   | 10 de octubre |
| Medalla de bronce | Polina Egorova | Natación          | 50 m mariposa femenino         | 10 de octubre |
| Medalla de bronce | Sergey Chernyshyov | Baile deportivo   | Equipo mixto                   | 11 de octubre |
| Medalla de bronce | Kristina Adebaio | Taekwondo         | +63 kg femenino                | 11 de octubre |
| Medalla de bronce | Yana Reznikova | Vela              | Techno 293+ femenino           | 12 de octubre |
| Medalla de bronce | Mukhammad Evloev | Lucha             | 92 kg grecorromana masculino   | 12 de octubre |
| Medalla de bronce | Sergey Naydin | Gimnasia          | Piso masculino                 | 13 de octubre |
| Medalla de bronce | Ruslan Ternovoi | Clavados          | 3 m masculino                  | 14 de octubre |
| Medalla de bronce | Vera Beliankina | Gimnasia          | Trampolín femenino             | 14 de octubre |
| Medalla de bronce | Sergey Naydin | Gimnasia          | Barras paralelas masculino     | 15 de octubre |

## Competidores
| Deporte            | Hombres | Mujeres | Total |
| ------------------ | ------- | ------- | ----- |
| Tiro con arco      | 1       | 1       | 2     |
| Atletismo          | 1       | 3       | 4     |
| Baloncesto         | 4       | 0       | 4     |
| Balonmano playa    | 0       | 9       | 9     |
| Voleibol playa     | 2       | 2       | 4     |
| Boxeo              | 3       | 1       | 4     |
| Ciclismo           | 4       | 4       | 8     |
| Baile deportivo    | 1       | 1       | 2     |
| Clavados           | 1       | 1       | 2     |
| Esgrima            | 1       | 2       | 3     |
| Futsal             | 10      | 0       | 10    |
| Gimnasia           | 2       | 4       | 6     |
| Judo               | 1       | 1       | 2     |
| Karate             | 1       | 1       | 2     |
| Pentatlón moderno  | 1       | 1       | 2     |
| Vela               | 1       | 1       | 2     |
| Tiro deportivo     | 1       | 2       | 3     |
| Escalada deportiva | 0       | 2       | 2     |
| Natación           | 4       | 4       | 8     |
| Tenis de mesa      | 1       | 1       | 2     |
| Taekwondo          | 2       | 3       | 5     |
| Tenis              | 0       | 2       | 2     |
| Triatlón           | 0       | 1       | 1     |
| Lucha              | 4       | 0       | 4     |
| Total              | 46      | 47      | 93    |